# Мурашкина, Александра Васильевна
Алекса́ндра Васи́льевна Мура́шкина (18 января 1926 — 16 ноября 2012) — советский работник сельского хозяйства, Герой Социалистического Труда (1949).

## Биография
Родилась 18 января 1926 года в деревне Глинка ныне Советского района Алтайского края.
Окончила 5 классов школы.
Трудовой путь Мурашкиной начинался в родной деревне перед войной. Когда началась война — отец был на фронте, а мать умерла. На руках у Александры остались четверо малышей, младшему из которых было полтора года. Но работу в колхозе она не бросила: приходилось боронить, полоть посевы, задерживать снег на полях, землю обрабатывали на быках.
В 1946 году она возглавила комсомольско-молодёжное звено. В 1948 году по итогам уборки на 220 гектарах её звено получило по 22,3 центнера пшеницы и озимой ржи, а на опытном участке — по 29 центнеров с гектара.
Окончила трёхгодичную школу агрономов в г. Камень-на-Оби, затем сельскохозяйственный институт. Вместе с мужем осваивала целинные земли в Краснознамённом районе. Затем три года работала учителем биологии в школе.
Мурашкина вела большую общественную деятельность: была делегатом XII и XIII съездов ВЛКСМ, членом ЦК ВЛКСМ, депутатом Верховного Совета РСФСР 3-го созыва по Бийскому избирательному округу. В 1955 году стала членом КПСС, избралась в райком и крайком[какой?] партии.
В Болотнинском районе Новосибирской области Александра Васильевна проживала с 1977 года. Более 10 лет, до ухода на пенсию, она работала в теплице комбината коммунальных предприятий и благоустройства.

## Награды
- Указом Президиума Верховного Совета СССР от 27 мая 1949 года Александре Васильевне Роговой присвоено звание Героя Социалистического Труда.
- В 1950 году за высокие урожаи награждена орденом Трудового Красного Знамени.